# Uboj
Uboj je v slovenskem pravu temeljna oblika usmrtitvenega delikta, pri kateri gre za naklepno usmrtitev človeka. Da bi usmrtitev kvalificirali kot umor, morajo biti podane kvalifikatorne okoliščine ("morilski naklep").
Po slovenskem kazenskem zakoniku je uboj opredeljen kot uboj na mah, spada pa pod kazniva dejanja zoper življenje in telo. Predvidena kazen za uboj je zapor od petih do petnajstih let.